# Bonnes (Vienne)
Bonnes település Franciaországban, Vienne megyében. Lakosainak száma 1686 fő (2022. január 1.). Bonnes Archigny, Bellefonds, La Chapelle-Moulière, Chauvigny, Jardres, Lavoux és Liniers községekkel határos.

## Népesség
A település népességének változása:
| Lakosok száma | 1748 | 1731 | 1744 | 1729 | 1733 | 1729 | 1715 | 1700 | 1686 |
|               | 2013 | 2015 | 2016 | 2017 | 2018 | 2019 | 2020 | 2021 | 2022 |